# پوتکرش
پوتکرش (به صربی: Potkrš) یک منطقهٔ مسکونی در صربستان است که در پریژپولجه واقع شده‌است. پوتکرش ۱۲۴ نفر جمعیت دارد و ۶۳۵ متر بالاتر از سطح دریا واقع شده‌است.